# Reguła Masona
Reguła Masona (wzór Masona, ang. Mason’s gain formula, MGF) – metoda znajdowania transmitancji liniowego grafu przepływu sygnałów.

## Wstęp
Wzór stanowi alternatywę dla algebraicznej metody znajdywania transmitancji, polega na oznaczeniu każdego sygnału, napisaniu równań opisujących jak sygnał zależy od innych sygnałów, a następnie rozwiązaniu kilku równań dla sygnału wyjściowego w kontekście sygnału wejściowego. Reguła Masona to metoda dochodzenia, krok po kroku, do uzyskania transmitancji z grafu przepływu sygnałów. Często wzór Masona w danym przypadku może być określony po zapoznaniu się z grafem przepływu sygnałów. Metoda ta w prosty sposób pozwala na analizę grafów przepływu sygnałów z wieloma zmiennymi i pętlami zawierającymi pętle w tym pętli zawierających już w sobie wewnątrz pętle. Reguła Masona pojawia się często w zagadnienia teorii sterowania i filtrów cyfrowych dlatego, że układy regulacji i filtry cyfrowe są często przedstawiane za pomocą grafów przepływu sygnałów.

## Wzór
Wzór na wzmocnienie przedstawia się następująco:
{\displaystyle G={\frac {y_{\text{out}}}{y_{\text{in}}}}={\frac {\sum _{k=1}^{N}{G_{k}\Delta _{k}}}{\Delta }},}
{\displaystyle \Delta =1-\sum L_{i}+\sum L_{i}L_{j}-\sum L_{i}L_{j}L_{k}+\ldots +(-1)^{m}\sum \ldots +\dots ,}
gdzie:
- {\displaystyle G} = całkowite wzmocnienie pomiędzy {\displaystyle y_{\mathrm {in} }} i {\displaystyle y_{\mathrm {out} }}
- {\displaystyle y_{\mathrm {out} }} = zmienna węzła wyjściowego
- {\displaystyle y_{\mathrm {in} }} = zmienna węzła wejściowego
- {\displaystyle N} = całkowita liczba ścieżek w przód pomiędzy {\displaystyle y_{\mathrm {in} }} i {\displaystyle y_{\mathrm {out} }}
- {\displaystyle G_{k}} = wzmocnienie {\displaystyle k}-tej ścieżki w przód pomiędzy {\displaystyle y_{\mathrm {in} }} i {\displaystyle y_{\mathrm {out} }}
- {\displaystyle \Delta _{k}} = współczynnik wartości {\displaystyle \Delta } dla {\displaystyle k}-tej ścieżki do przodu, z usuniętymi pętlami stykającymi się z {\displaystyle k}-tą ścieżką w przód – to znaczy: usuwamy te części grafów, które tworzą pętle, pozostawiając części potrzebne dla ścieżki w przód.
- {\displaystyle \Delta } = wyznacznik grafu
- {\displaystyle L_{i}} = wzmocnienie pętli każdej z zamkniętych pętli w układzie
- {\displaystyle L_{i}L_{j}} = iloczyn wzmocnień pętli każdych dwóch (wszystkich zbiorów) niestykających się pętli (niemających wspólnych węzłów)
- {\displaystyle L_{i}L_{j}L_{k}} = iloczyn wzmocnień pętli każdych trzech niestykających się pętli

## Procedura
Aby skorzystać z omawianej metody:
- Należy przygotować listę wszystkich ścieżek w przód i oznakować je {\displaystyle G_{k}.}
- Należy:
  - przygotować listę wszystkich pętli i ich wzmocnień i oznakować je {\displaystyle L_{i}} (dla {\displaystyle i} pętli);
  - przygotować listę wszystkich par niestykających się pętli i iloczynów ich wzmocnień {\displaystyle (L_{i}L_{j});}
  - przygotować listę wszystkich niestykających się pętli branych za każdym razem potrójnie {\displaystyle (L_{i}L_{j}L_{k});}
  - następnie za każdym razem poczwórnie;
  - itd. aż już nie ma nic do wzięcia.
- Obliczyć współczynnik {\displaystyle \Delta } i współczynniki {\displaystyle \Delta _{k}.}
- Zastosować wzór.

## Rys historyczny
Wzór został wyprowadzony przez Samuela Jeffersona Masona i opublikowany w 1956 roku.